# Бромид палладия(II)
Бромид палладия(II) — неорганическое соединение, 
соль металла палладия и бромистоводородной кислоты с формулой PdBr2,
красно-коричневые кристаллы,
не растворяется в воде.

## Получение
- Действие бромной воды на металлический палладий:

{\displaystyle {\mathsf {Pd+Br_{2}\ {\xrightarrow {}}\ PdBr_{2}}}}
- Действие бромида калия на хлорид палладия(II):

{\displaystyle {\mathsf {PdCl_{2}+2KBr\ {\xrightarrow {}}\ PdBr_{2}+2KCl}}}

## Физические свойства
Бромид палладия(II) образует красно-коричневые кристаллы,
не растворяется в воде, растворяется в бромистоводородной кислоте и растворах бромидов.

## Химические свойства
- Разлагается при нагревании:

{\displaystyle {\mathsf {PdBr_{2}\ {\xrightarrow {T}}\ Pd+Br_{2}}}}
- Растворяется в бромистоводородной кислоте:

{\displaystyle {\mathsf {PdBr_{2}+2HBr\ {\xrightarrow {}}\ H_{2}[PdBr_{4}]}}}